# Vairogs
Vairogs («Вайрогс» що означає «Щит») — з 1936 року латвійський виробник автомобілів і автобусів. Штаб-квартира знаходиться в Ризі. У 1940 році компанія припинила виробництво автомобілів. Сьогодні компанія існує під назвою «Ризький вагонобудівний завод» і займається виробництвом залізничної продукції.

## Оскар Фрейвірт. Компанія Fenikss
На рубежі 19-20 століть у Ризі почав дрібносерійно будувати одні з перших у Російській імперії автомобілі Олександр Лейтнер, проте автомобілі марки «Росія» виробництва фірми А. Leutner & Co мало кому були цікаві через їх ціни. У червні 1909 року в Ризі почалася збірка автомобілів «Russo-Baltique» — першого російського серійного автомобіля (правда, конструктивно це, по суті, був бельгійський Fondu). Радянським громадянам були знайомі ризькі мікроавтобус RAF (виробництва Rīgas Autobusu Fabrika), які служили як маршрутки, карети швидкої допомоги, у міліції та багатьох інших галузях країни. Але була в Латвії ще одна сторінка автомобілебудування. Латвія була незалежною республікою з 1920 по 1940 роки.
У 1895 році австрійським підданим Оскаром Фрейвіртом від його Імператорської Величності Царя Росії було отримано дозвіл відкрити в Ризі, столиці Ліфляндії (основна частина земель сучасної Латвії), акціонерне товариство вагонобудівних і механічних заводів «Фенікс'» (Fēnikss). Вибір такої сфери діяльності не випадковий, той же Фрейвірт був власником великого пакету акцій ВАТ «Російсько-Балтійський вагонний завод». Крім нього акціонерами РБВЗ ще були: Вінклер, Фрей, Кайзер і Папі. Так що в одному місті стало цілих два заводи, що будують вагони. У 1906 році «Фенікс'» входить до синдикату «Продвагон» (Товариство для торгівлі виробами російських вагонобудівних заводів), який був вагонобудівним монополістом у Російській Імперії, а незабаром вагони виробництва «Фенікс'» вважалися найкращими у всій імперії. І цінувалися вищими вагонів Пульмана, які були синонімом розкоші серед залізничних вагонів. У 1921 році, на відміну від тих підприємств, що залишилися в Радянській Росії і були націоналізовані, у цього підприємства з'явилися нові приватні власники, які перейменували компанію в АТ «Об'єднання металургійних, локомотивних, вагонобудівних і машинобудівних заводів „Фенікс“». З 1928 року фірма стала виготовляти також і трамвайні вагони, як мовиться, в суворий час не до гордості. У ці ж роки було побудовано шість паровозів з використанням компонентів німецьких фірм Krupp і Henschel. У 1931 році головні акціонери фірми викуповують естонське підприємство AS Eesti Dvigatel, що розташоване в Таллінні, в планах була монополія у сфері залізничного транспорту в Прибалтиці. У 1934 році Червоний хрест Латвії закупив для свого автопарку нові легкові Buick, які знадобилося переробити в карети швидкої допомоги, довірили цю справу ризької фірмі Fēnikss. До речі, в цей же час у Латвії відбувається переворот, до влади приходить Карліс Улманіс, який починає реформувати економіку країни, що знаходиться в скрутному становищі.

## Заснування компанії Vairogs. Початок виробництва автомобілів Ford-Vairogs

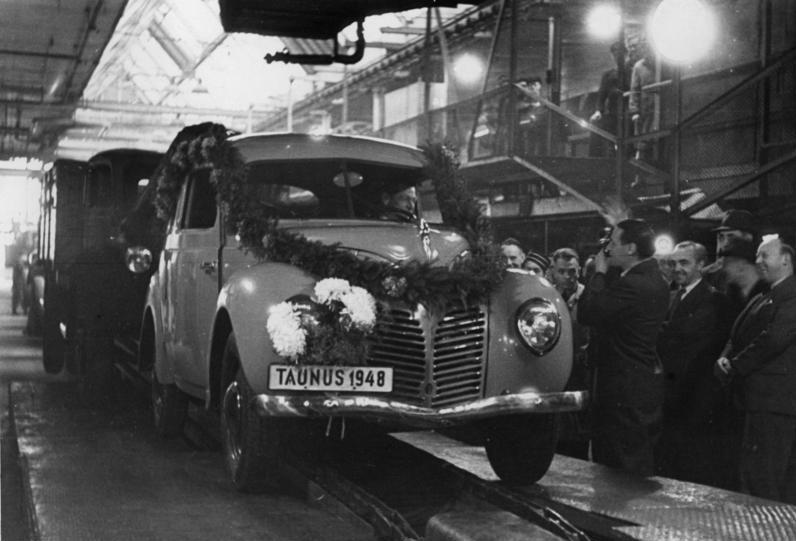
Ford-Vairogs Taunus G93A

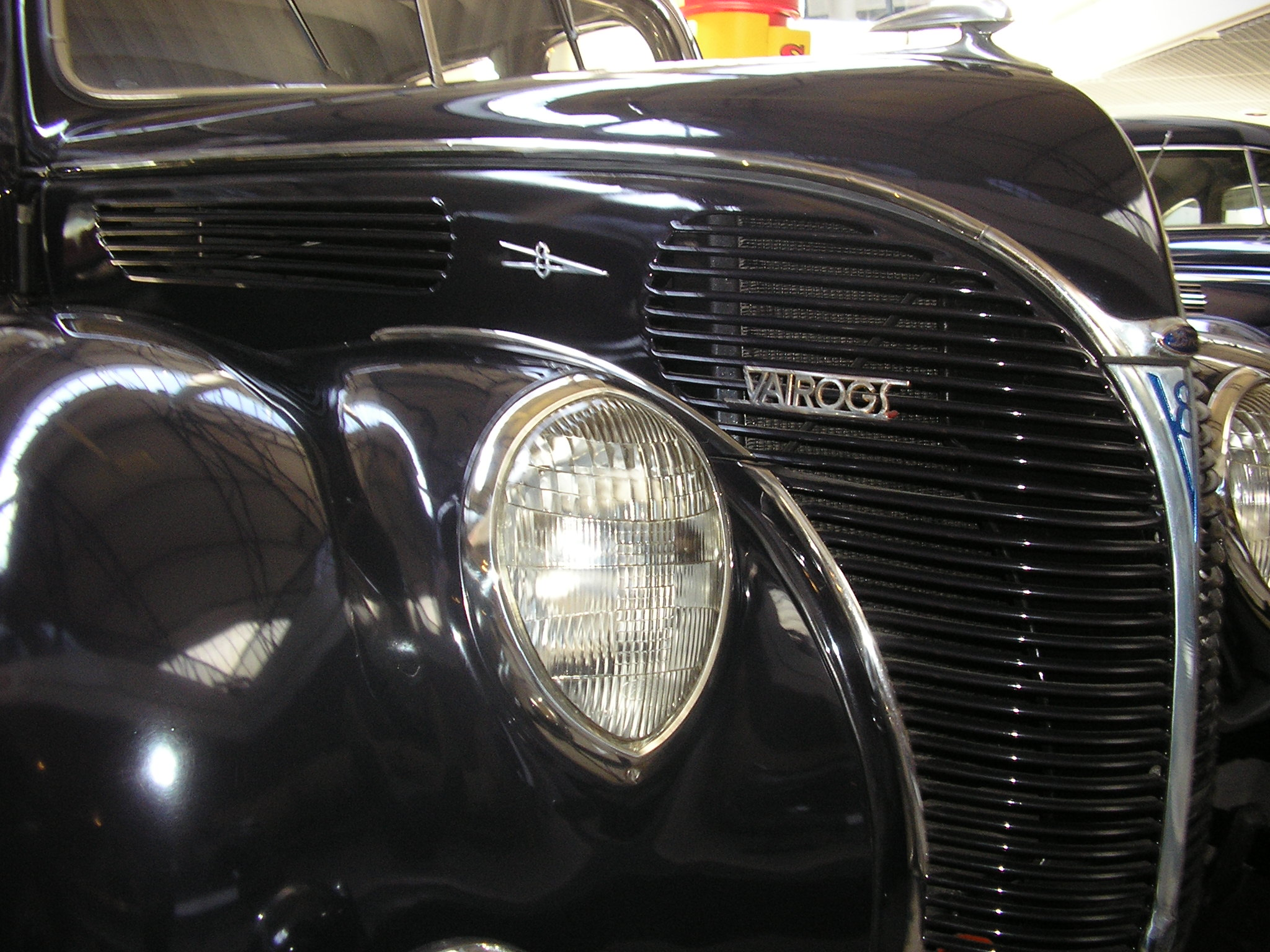
Логотип «Вайрогс» на автомобілі

У 1935 році на території заводу будується вісім кузовів для автобусів на шасі вантажівок марки GMC. У жовтні 1936 завод був викуплений державою, головним ініціатором угоди був міністр фінансів Латвії — Альфред Берзіньш. Акції нового підприємства розподілили порівну між Міністерством фінансів, Міністерством оборони, Міністерством транспорту, Латвійським Кредитним Банком, заводом VEF і портом Лієпая. 23 грудня того ж року підприємство перейменовується в Vairogs, що з латвійської перекладається як «Щит».
Все це відбувається на тлі плану по відродженню автомобільного виробництва в країні. Справа в тому, що ввізні мита були досить високими, а виготовлення автомобілів у самій Латвії повинно було посприяти зниженню цін на автомобілі і відповідно зростанню автопарку країни в цілому. На той момент на всю країну припадало близько 4100 автомобілів, у сусідній маленькій Естонії в той же час на обліку було близько 7000 автомобілів. У той же час розуміючи, що почати з нуля без технічної бази та досвіду не реально, по-друге, дуже накладно, Латвійський Кредитний Банк починає пошук партнерів, у яких можна було б купити ліцензію на виробництво їх конструкції. Довго їх шукати не довелося, і в березні 1937 року був підписаний контракт із всюдисущою фірмою Ford Motor Company, у неї вже на кожному розі земної кулі були свої заводи. Правда, головний фактор вибору цієї фірми полягав у популярності цієї марки в Латвії. Керівництво фірми Vairogs відправляє для навчання своїх працівників у копенгагенський філіал фірми Ford — Ford Motor Company AS, а очолив латиський «десант» онук відомого латиського фольклориста Крішьяніса Баронса — Пауль Арнольд Баронс, який по поверненні і став відповідальним за виробництво автомобілів у Ризі. У Копенгагені відбувалося великовузлове складання автомобілів з машинокомплектів, які надходили туди з англійського Дагенхема, данці збирали машини та реалізовували свою продукцію в Скандинавії, Польщі та Прибалтиці. Латиші також планували збирати машини з готових комплектів, так що цей завод був обраний не через те, що він перебував найближче до Риги, а через його технологічний тип виробництва автомобілів.

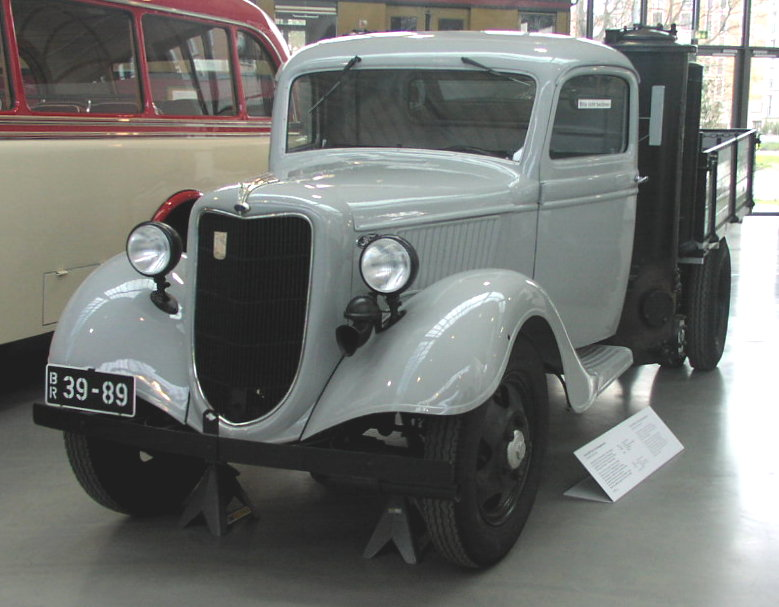
Ford-Vairogs V8-51

Перший автомобіль зійшов зі стапелів у вересні 1937 року. У багатьох країнах, що розвиваються, в тому числі і Латвії, під автомобілізацією в першу чергу мали на увазі масове впровадження в дію вантажної техніки (так само було і в Японії, і в Радянській Росії). Так що і в даному випадку первістком марки Ford-Vairogs стала вантажівка, вантажопідйомністю в три тонни. Це була сучасна модель V8-51, випуск якої тільки розпочався в німецькому відділенні Ford — Ford Motor Company AG, що знаходився (і перебуває) в Кельн-Нілі. Від британських і американських побратимів німецька та латиська версії відрізнялися кабіною, у якої не було перегородки на лобовому склі. Під капотом всіх варіантів розташовувався мотор V8, об'ємом 3.6 л і потужністю 90 к.с., який був запозичений у легкових автомобілів компанії Ford, завдяки чому вантажівка могла розігнатися до 86 км на годину.

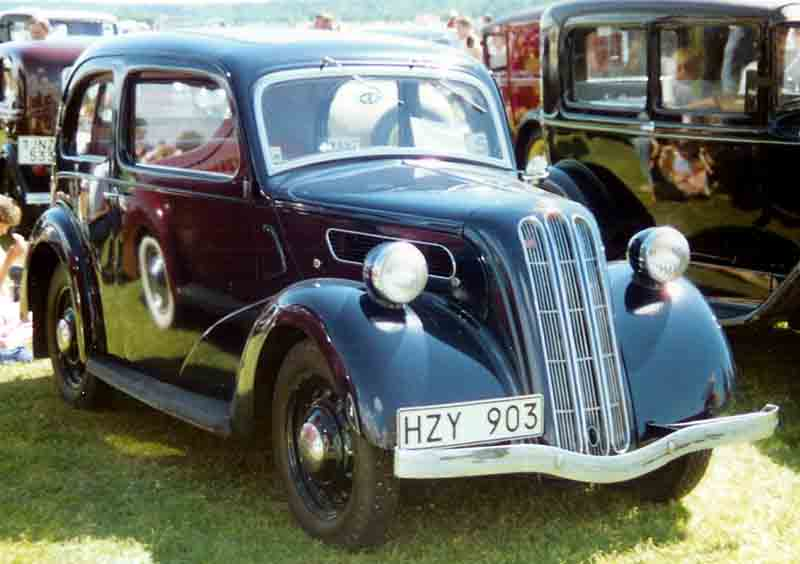
Ford-Vairogs 10 Junior De Luxe

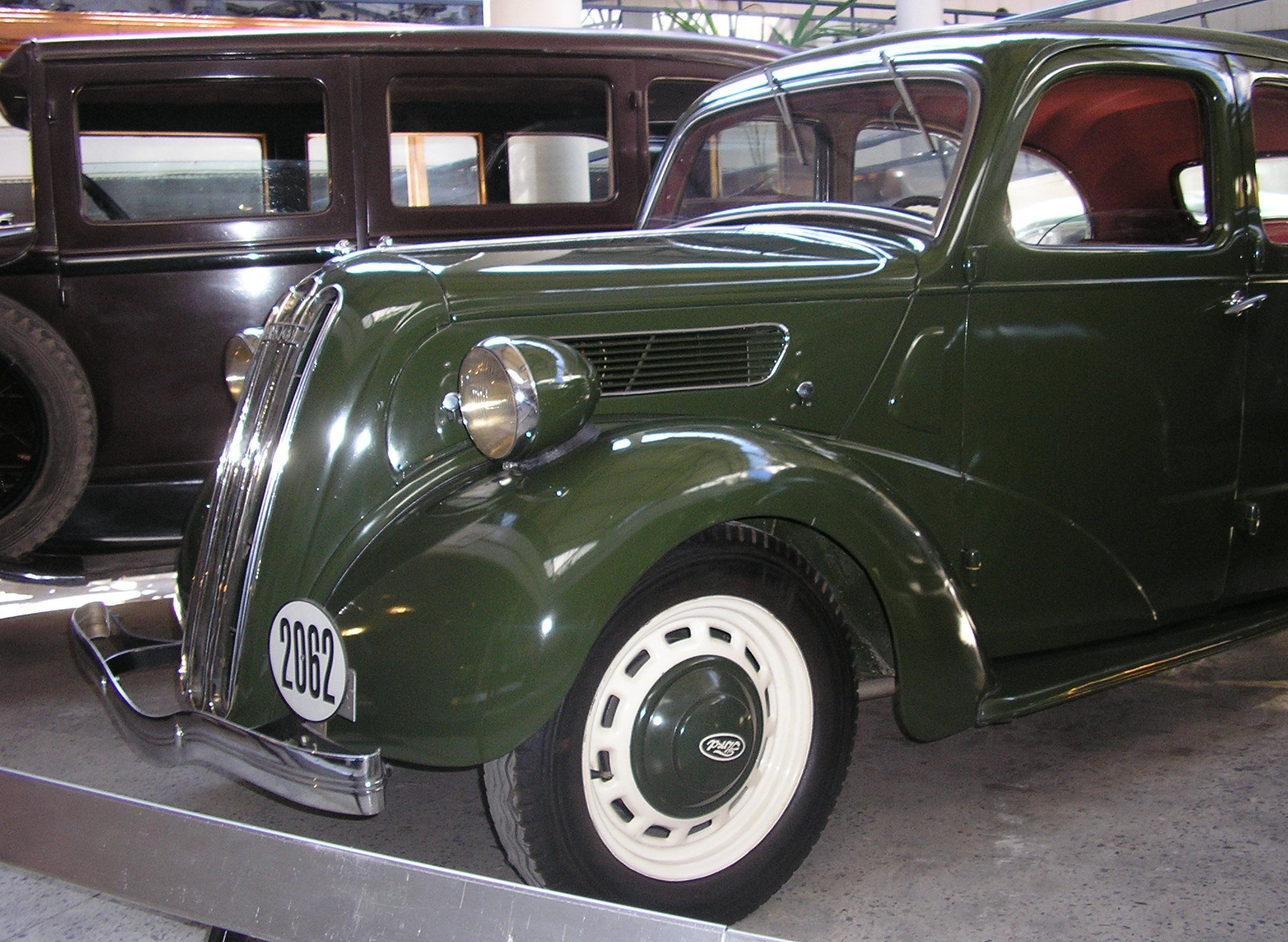
Ford-Vairogs 10 Junior De Luxe

У середині 1938 року, нарешті, прийшла черга легкової моделі — 10 Junior Deluxe, цього разу прототипом послужила англійська машина — Ford 7W 10HP, продажі якої почалися в Британії в травні 1937 року. Назва була запозичена у датського аналога британської моделі Ford CX, який був знятий з виробництва в серпні 1937 року. Так от, 10 Junior Deluxe був копією моделі 7W, яка, в свою чергу, вела свій родовід із моделі Ford Y/Köln, що з'явилася в 1932 році. Під капотом у цієї машини був 1.1 л мотор, потужністю 32.5 сили (з термосифонним охолодженням, тобто у мотора не було водяної помпи), механічна коробка передач з трьома передачами мала синхронізатори двох в останніх ступенів. Легка машина була здатна на швидкість 90 км на годину. Підвіска машини була на жорстких мостах і ресорах, спереду — на поперечній, що не далеко по конструкції пішла від Ford T початку століття. Гальма всіх коліс фірми «Гірлінг» мали механічний привід. Кузов для латвійської машини пропонувався одного типу — двох- чи чотиридверний седан з багажником, до якого був доступ з вулиці (багато машин такого класу мали багажники, до яких можна було дістатися лише відкинувши спинку заднього сидіння).
Також з 1938 по 1939 рік фірма купила близько 150 шасі швейцарської фірми Saurer та англійської Leyland, на які надягли автобусні кузови. Крім цього, в 1939 році для латвійської армії було виготовлено близько 20 автомобілів у військовому виконанні, які в Німеччині назвали б Kübelwagen. Ці штабні машини мали унікальні кузови, яких не було у англійських прабатьків.

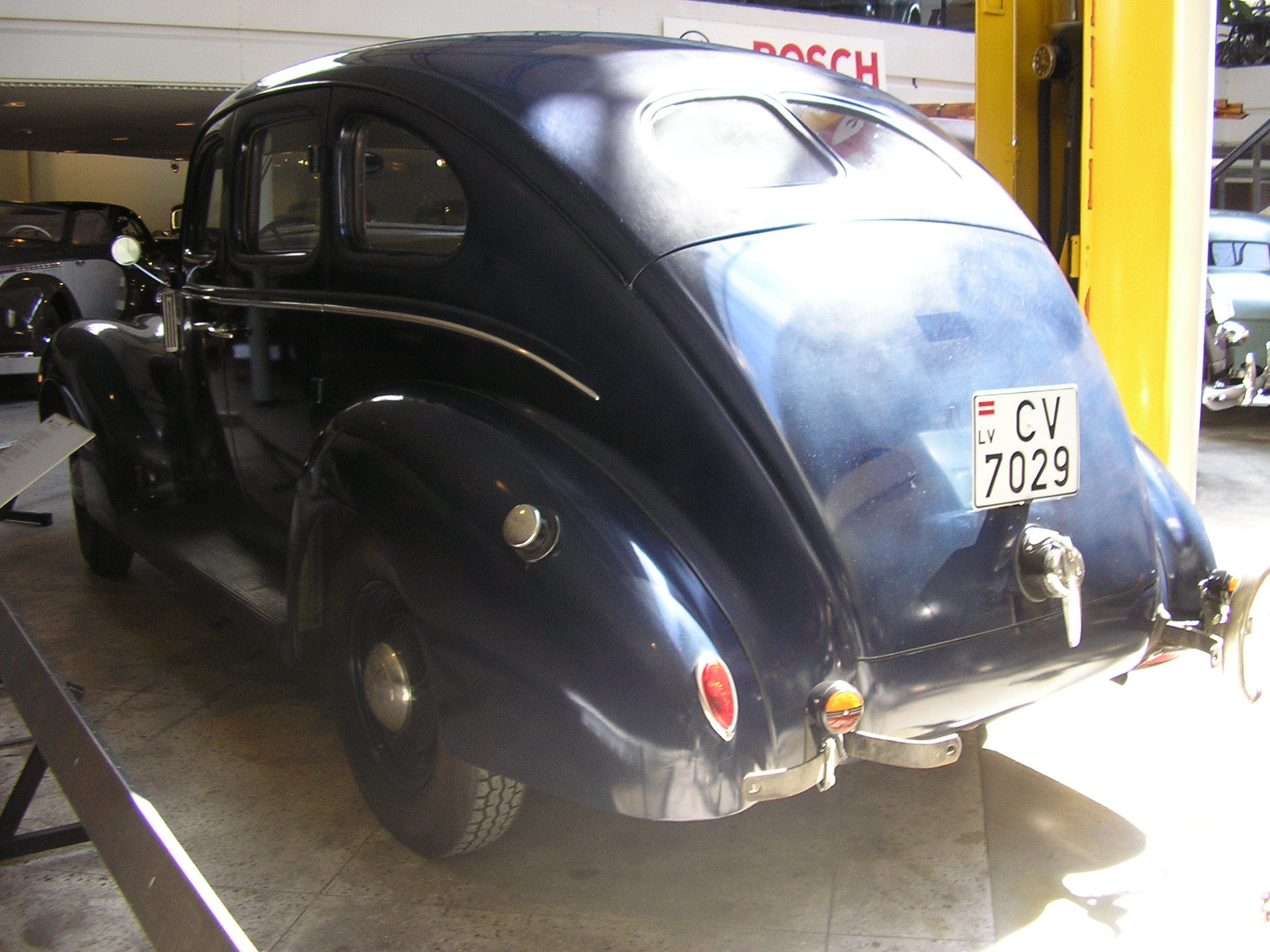
Ford-Vairogs V8

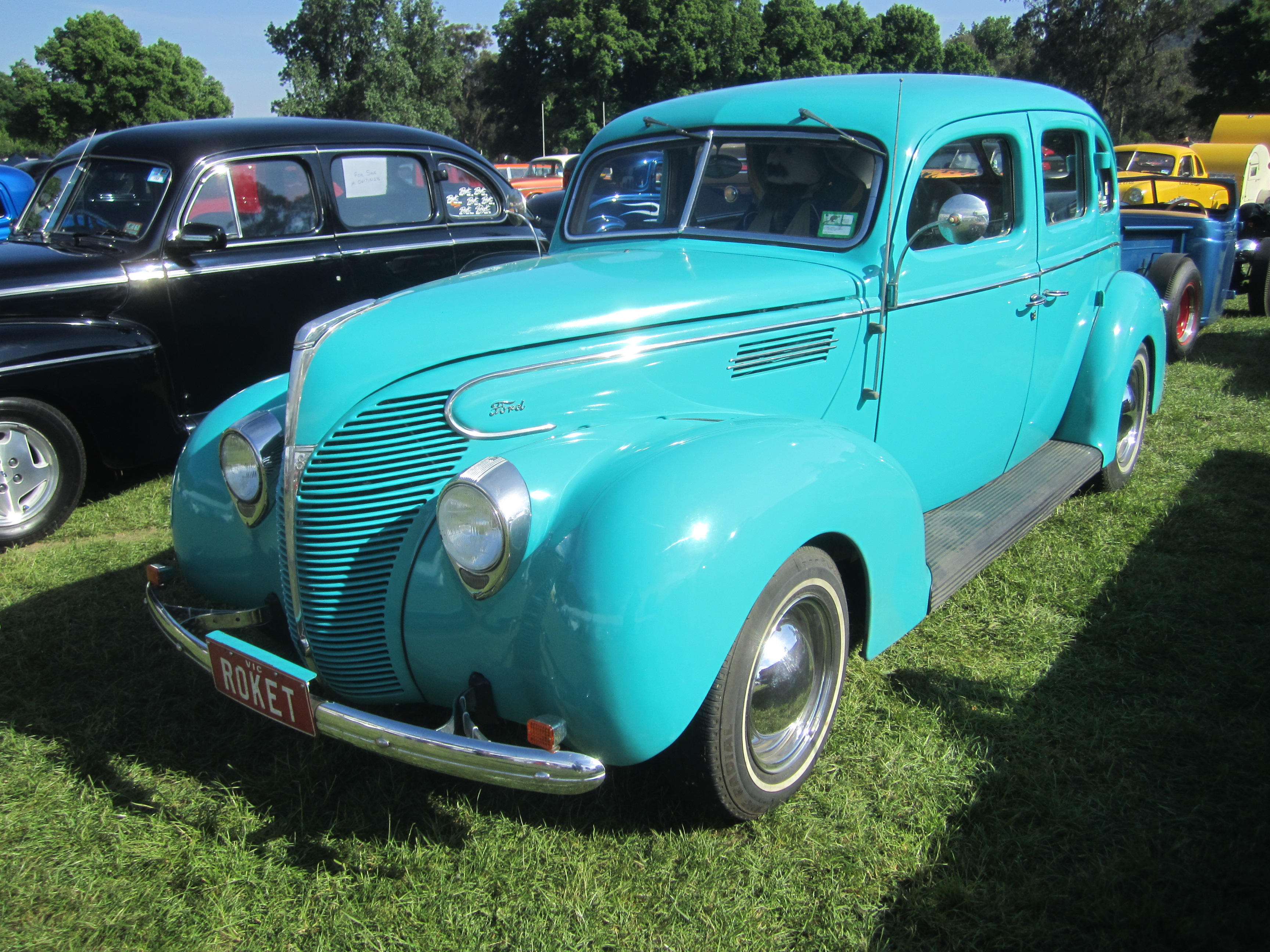
Ford-Vairogs V8 Standard 922A

У листопаді 1938 року в Ризі почали збірку п'ятимісних автомобілів моделей V8 Standart і V8 De Luxe, які були зовні копіями американських Ford V8 922A (це була свіжа модель, виробництво якої тільки почали в США) і Ford V8 81A відповідно. Незабарвлені кузови, рами, панелі кузова, двигуни і мости приходили із США в Ризький порт, а на заводі відбувалося остаточне складання, фарбування і гаряча сушка автомобілів. У приміщеннях заводу був і швейний цех, де робили обшивку салонів. Модель Standart комплектувалася мотором V8, об'ємом 2.2 л, видавав такий мотор 60 сил, і швидкість розвивало авто з таким агрегатом до 110 кілометрів на годину, нарешті в цей час машини компанії Ford обзавелися гідравлічним приводом гальм фірми «Локхід». Отримали їх і Ford-Vairogs, які дісталися їм від американських моделей 90-ї серії.

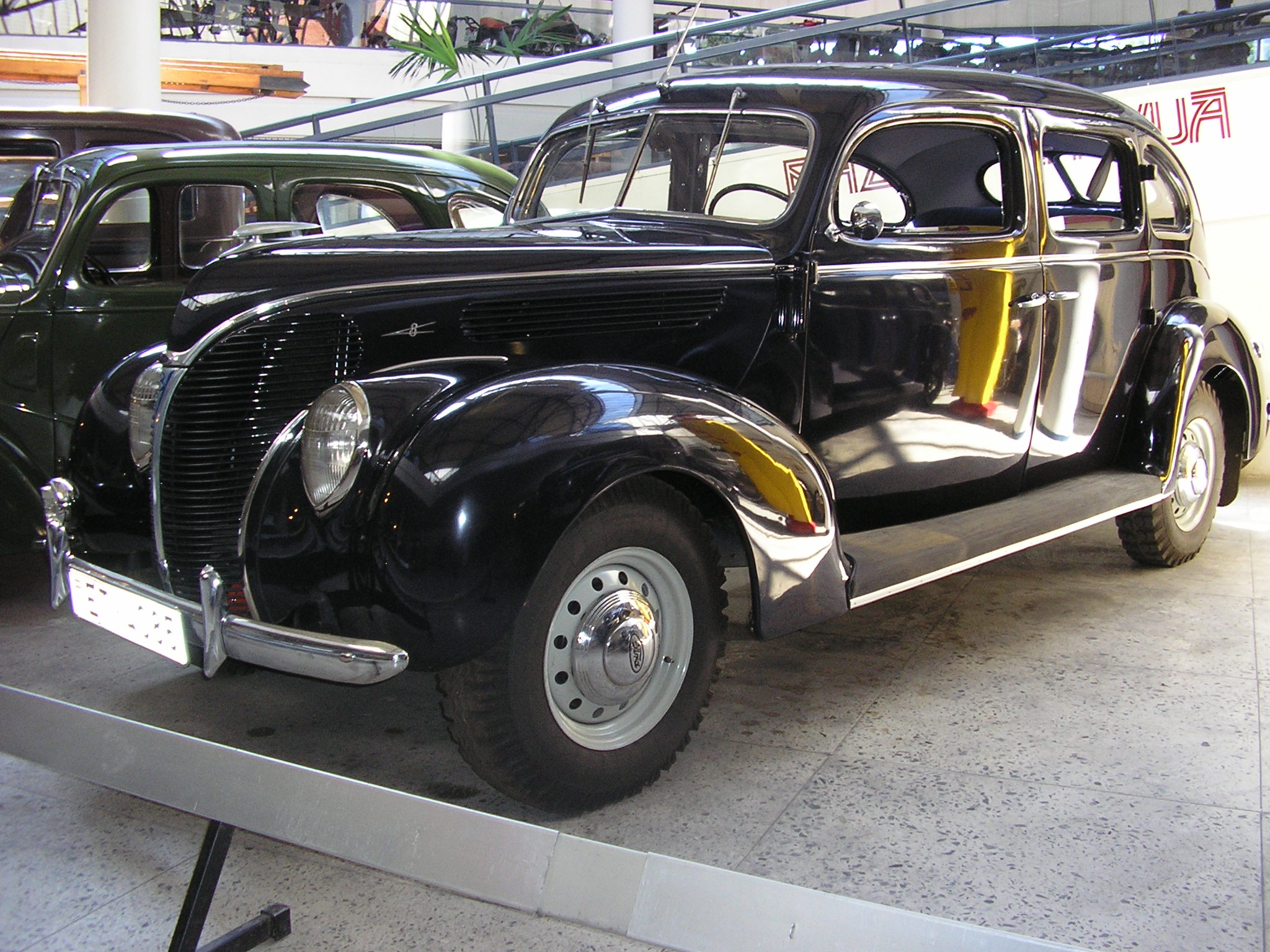
Ford-Vairogs V8 De Luxe 82A

Модель V8 De Luxe мала більш потужний мотор, об'ємом 3.6 л і потужністю 85 сил, розганявся з ним автомобіль вже до 130 км/год. Так як за контрактом була домовленість, що ліцензійні латвійські машини не повинні відрізнятися по комплектації від американських, то модель De Luxe оснащувалася в базовій комплектації тими ж опціями, що і в США. У список її оснащення входили: додаткові ікла на передньому і задньому бамперах, радіоприймач, обігрівач салону, годинники, килимки на підлозі, бічні зовнішні дзеркала, протитуманна фара, внутрішні дзеркала на протисонячних козирках, опуклі колісні ковпаки, білі боковини на шинах. Також у автомобілів були хромовані рамки для номерних знаків, стильні виштамповки на передніх крилах, але головна зовнішня відмінність базової від дорогої версії полягала в іншому оформленні передка, причому, передки двох машин були різних модельних рядів, дешевша версія мала новіший зовнішній вигляд.
Так як машина у варіанті De Luxe коштувала дуже дорого (7850 латів), що було дорожчим своїх американських побратимів в США, але дешевше, ніж якщо ці автомобілі ввозили в країну з-за кордону (у дилерів, які продавали ввезені з-за кордону машини, ця ж модель продавалась за 8600 латів), то за допомогою Кредитного Банку Латвії продукцію Vairogs стало можливо купити і в кредит. Причому, лізинг пропонувався не тільки в столиці Латвії — Ризі, а й в інших містах країни, до речі, в сусідській Естонії розстрочка пропонувалася фірмами Ford і Chevrolet ще з 1935 року. Вибір кузовів був не менш обширний, ніж у V8 De Luxe на ринку США, в рекламних проспектах фігурують версії дводверний або чотиридверний седан, кабріолет, фаетон і дводверне купе (правда, перші два тільки в комплектації Standart). Найпопулярнішим типом, враховуючи кліматичні особливості прибалтійської країни, став п'ятимісний чотиридверний седан.
З березня 1939 фірма будує за спеціальними замовленнями сім подовжених на 30 см у базі семимісних автомобілів з кузовами типу седан, аналогів в Штатах цим машинам не було, їх викупили таксисти, кілька приватників, один із «стретчів» був переданий у розпорядження прем'єр-міністра Латвії — Карліса Улманіса. Крім цієї версії, завод також пропонував спеціальні варіанти на базі моделей V8 для медиків, поліцейських і фірм, що представляють ритуальні послуги (у вигляді катафалків).

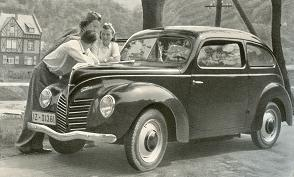
Ford-Vairogs Taunus G93A

Також під кінець весни 1939 року в Латвію завезли легковики, які прийшли на зміну Ford-Vairogs 10 Junior De Luxe. Taunus G93A був побудований на тій же технічній базі, що і попередник. Шасі не змінилося взагалі, об'єм мотора зберігся, але потужність зросла до 34-х сил, єдиним нововведенням, крім кузова, була поява гідравлічного приводу гальм, пізнє впровадження гідравліки в гальмівну систему автомобілів марки Ford обумовлено тим, що Генрі Форд був її противником, батько автомобілебудування взагалі був швидше отаким консерватором, ніж новатором (впровадження конвеєра під час Першої світової війни теж було не його ідеєю, але Г.Форд її підтримав). Кузов Taunus G93A був унікальним, і на інших ринках Європи або США не пропонувався, зовні він більше нагадував дорогі машини Lincoln Zephyr, правда, в самій Німеччині машина отримала кличку «горбань». Всього в Латвію було поставлено 30 автомобілів, виготовлених у кельнському Ford-Werke AG (в 1939 році німецьке відділення фірми Ford було перейменовано), на які встановили емблему Vairogs, збірка цих автомобілів у Ризі не здійснювалася.

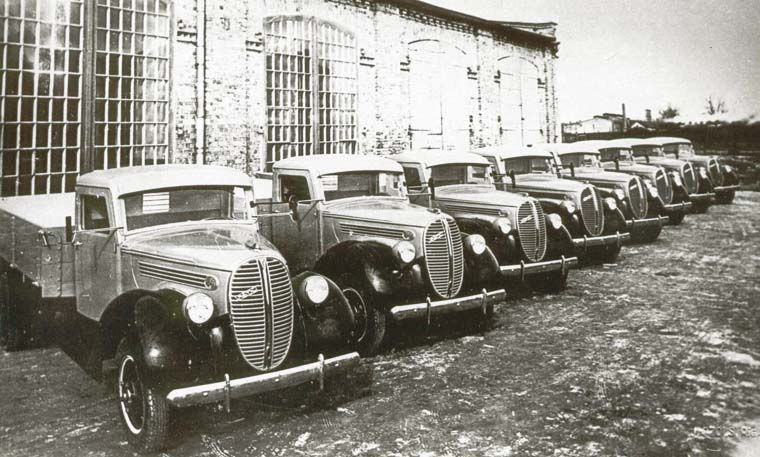
Ford-Vairogs 917Т

У цей же період за ворота заводу стали сходити оновлені вантажівки — серії G917T. Технічно ніяких оновлень не сталося, кабіна теж залишилася колишньою, але от лицьова частина автомобіля зазнала пластичної операції. Тепер решітка нагадувала бочку, цей дизайнерський прийом у 1934 році використовувало вантажне відділення фірми Ford в Англії — Fordson. Незабаром ця решітка радіатора прикрашала лицьову частину комерційного транспорту компанії на всіх материках світу, тільки німецькі машини, як і колись, відрізнялися від іншої продукції односекційним лобовим склом.

## Націоналізація заводу. Припинення виробництва автомобілів. Ризький вагонний завод
З початком військових дій починаються перебої з постачанням машинокомплектів з-за океану, до того ж німецька промисловість стала посилено працювати на благо Вермахту. Тим не менш, збирання вантажних автомобілів продовжилася далі, в 1940 році завод освоїв виробництво німецьких газогенераторів типу «Ембер», які могли працювати на дровах, деякі вантажівки обладнувалися ними, щоправда, потужність вантажівки в такому випадку падала до 60 к.с.. З включенням Латвії влітку 1940 року до складу СРСР завод націоналізували, і виробництво автомобілів припинили, тому що прості радянські громадяни не повинні їздити на особистих автомобілях. Правда, продовжилася збірка кузовів для автобусів, останній автобус був переданий замовнику в 1941 році.
У 1944 році, коли Латвія знову перейшла під владу рад, завод перейменували в RVR (Rīgas Vagonbūves Rūpnīca), тобто в Ризький вагонний завод, який з 1947 року знову став займатися виготовленням залізничних вагонів, електропоїздів та трамвайних вагонів. Всього Vairogs встиг випустити 332 цивільні легкові машини (з них 270 шт серії V8), і близько 1100 вантажівок, в тому числі і броньовики для латвійської армії. На момент припинення виробництва автомобілів Ford-Vairogs автомобільний парк Латвії був на рівні 6900 автомобілів, тобто близько 20 % автопарку становила продукція ризького підприємства.
У Радянській Латвії була спроба налагодити виробництво легкових автомобілів під маркою REAF, однак афера Всеволода Бахчиванджі не отримала продовження. Трохи пізніше в Латвії стали виробляти мікроавтобуси «RAF», відомі багатьом за другою їх назвою — «Latvia».

## Список автомобілів Ford-Vairogs
- 1938 — Ford-Vairogs 10 Junior De Luxe
  - Ford-Vairogs V8 De Luxe
  - Ford-Vairogs V8 Standart
- 1939 — Ford-Vairogs Taunus